# Пустынный загар
Пустынный загар (или «загар пустыни», «защитная корка», «лак пустынный», «ржавчина скал») — блестящая чёрно-бурая или тёмно-коричневая тонкая минеральная корка, которая образуется на поверхности обнажённых скал, валунов, щебня и обломков твёрдых горных пород в сухих и жарких пустынных регионах планеты.

## Описание
«Пустынный загар» представляет собой тонкий (от 0,5 до 5 мм) слой оксидов железа (до 36 %), марганца (до 30 %) с примесью глинозёма (до 9 %) и кремнезёма (до 8,5 %) толщиной около 0,5—5 мм(1—2 мм).
Продукт физического и химического выветривания. Его возникновение связывают с явлением попеременного увлажнения и высыхания горных пород при общем недостатке воды, что вызывает активизацию движения капиллярных вод в толще скального материала, которые выносят на его поверхность соединения железа, марганца и кремнезём. Блеск корки связан с процессами полировки атмосферной пылью.

## Петроглифы

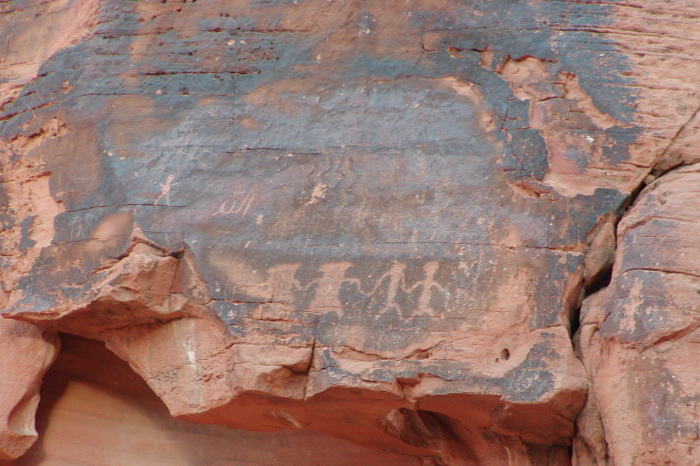
Петроглифы на поверхности пустынного загара (Невада)

С поверхностью пустынного загара связаны ряд исторических петроглифов, которые создавались путём его пробивания.